# Principato di Schwarzburg-Sondershausen

Stemma di Schwarzburg-Sondershausen

Lo Schwarzburg-Sondershausen era uno Stato della Germania, oggi compreso nella regione della Turingia, con capitale Sondershausen.
La contea si costituì indipendente con l'"Hauptrezess" di Ilm (1599), quando il fratello minore Johann Günther (1552-1586) si accordò con Albrecht VII per ricevere le terre per una estensione di circa 862,1 km², componendo il nuovo staterello in due parti principali: la più piccola a nord e l'altra più estesa nella selva Turingia a sud con la capitale Sondershausen.
Sotto i successori lo staterello fu ulteriormente ripartito in vari rami, finché la linea, divenuta principesca, lo ricompose in unità nel 1716. Nel 1697, il conte Christian Wilhelm (1647-21) divenne principe con voto nel Collegio dei Principi. La famiglia fu promotrice e patrocinante di una piccola fabbrica di maioliche, attiva dalla metà del XVIII secolo fino agli inizi del 1800 (Abstbessingen).
Lo Stato polimerico, nuovamente suddiviso nel corso del XVII secolo, e poi riunito era costituito dalla:
- bassa contea di Gleichen sotto il protettorato del duca di Sassonia Gotha;
- nuova capitale Arnstadt (1716) con l'alta signoria costituita da Gehren, Geschwenda, Rocksdorf, Masserberg, Grossbreitenbach e Plaue;
- bassa contea di Schwarzburg con i baliaggi di Sondershausen, Ebeleben, Greussen, Clingen;
- alta signoria sulla contea di Eisleben (1710), la signoria di Lohra, l'alta signoria di Kranichfeld e la signoria di Dreigleichen.

Nel corso del XVIII secolo lo staterello assorbì le altre collaterali principesche: Ebeleben (1642-1721) principesca dal 1681, Arnstadt (1721-62), Keula (1721-40), Neustadt (1721-49), Grafenau (-1757). 
Il principe Guenther Friedrich Karl I (1794-35) fu riconosciuto sovrano al Congresso di Vienna ed entrò a far parte delle varie unioni tedesche e nello "Zollverein" con la Prussia (1819). Questo principe, il 19 agosto 1835, poi confermata il 3 settembre 1835, sottoscrisse l'abdicazione a favore del figlio Günther Friedrich Karl II (1835-50). 
La linea si estinse nel 1909 con Karl Günther e lo Stato passò all'altra linea, in unione personale, cadendo con le altre monarchie tedesche nel 1918, durante la rivoluzione tedesca, dopo la quale divenne una repubblica. 
Nel 1920 l'area del piccolo Stato entrò a far parte della Turingia.

## Sovrani di Schwarzburg-Sondershausen

### Conti di Schwarzburg-Sondershausen (1552-1697)
- 1552–1586 Giovanni Günther I
- 1586–1643 Günther XLII con
  - 1586–1638 Antonio Enrico con
  - 1586–1631 Giovanni Günther II con
  - 1586–1642 Cristiano Günther I
- 1643–1666 Antonio Günther I
- 1666–1697 Cristiano Guglielmo con
  - 1666–1697 Antonio Günther II

Elevato a principato nel 1697.

### Principi di Schwarzburg-Sondershausen (1697-1918)
- 1697–1716 Antonio Günther II
- 1697–1721 Cristiano Guglielmo
- 1721–1740: Günther XLIII
- 1740–1758: Enrico XXXV
- 1758–1794: Cristiano Günther III
- 1794–1835: Günther Federico Carlo I
- 1835–1889: Günther Federico Carlo II
- 1889–1909: Carlo Günther

Il principato viene unito a quello di Schwarzburg-Rudolstadt
- 1909–1918 Günther

### Capi della casa principesca di Schwarzburg post-monarchia
Alla morte di Günther Victor nel 1925, gli succedette il principe Sizzo (1860-1926), figlio del principe Friedrich Günther (1793-1867) dal suo secondo matrimonio morganatico .  Il principe Sizzo fu riconosciuto come membro a pieno titolo del Casato di Schwarzburg nel 1896. Gli successe nel 1926 il figlio, il principe Friedrich Günther (1901-1971).
Alla morte, nel 1971, del principe Friedrich Günther, l'ultimo della linea maschile, sua sorella maggiore, la principessa Maria Antonietta di Schwarzburg, che sposò Friedrich Magnus V, conte di Solms-Wildenfels, avrebbe potuto rivendicare il diritto alla successione secondo la legge semi-salica.
- 1918-1925: Principe Günther Victor (1852-1925)
- 1925-1926: Prince Sizzo (1860-1926)
- 1926-1971: principe Friedrich Günther (1901-1971)
- 1971-1984: Principessa Maria Antonietta di Schwarzburg (1898-1984) (speculativa)
- 1984-: Friedrich Magnus, Conte di Solms-Wildenfels (1927-) (speculativo)

## Primi ministri dello Schwarzburg-Sondershausen
- 1810 - 1820 Ludwig Wilhelm Adolph von Weise (1751-1820)
- 1820 - 1835 Carl Friedrich Wilhelm Adolph von Weise (1780-1851)
- 1835 - 1841 Günther Heinrich Otto Christian von Ziegler (1775-1853)
- 1841 - 1846 Christian Wilhelm Friedrich Caspar von Kauffberg (1773-1846)
- 1846 - 1848 Karl Eschwin Albert von Holleufer (1803-1874)
- 1848 Wilhelm Hülsemann
- 1848 - 1852 Günther Friedrich Chops (1801-1875)
- 1852 - 1855 Friedrich Schönemann (provvisorio) (1801-1874)
- 1855 - 1862 Oskar Ferdinand Benno Joachim von Elsner (1822-1882)
- 1862 - 1877 Gustav Adolf von Keyser (1807-1901)
- 1877 - 1880 Barone Hans Hermann von Berlepsch (1843-1926)
- 1880 - 1886 Otto Reinhardt (1826-1915)
- 1886 - 1889 Karl Rudolf von Wolffersdorff (1817-1889)
- 1889 - 1909 Christian Ludwig Hermann Petersen (1844-1920)
- 1909 - 1918 Barone Franz Ernst Wilhelm Karl von der Recke (1854-1923)